# Natália Fonseca
Pour les articles homonymes, voir Fonseca.
Natália Kamalandua Fonseca, née le 25 décembre 1998, est une joueuse angolaise de handball.
En club, elle évolue de nombreuses saisons au Petro Atlético avant de rejoindre en 2022, la Roumanie et le puis en 2024 le CSM Iași 2020.
Internationale angolaise, sa première compétition internationale est le Championnat du monde 2017 en Allemagne,, terminé à la 19e place. Par la suite, elle remporte deux fois le Championnat d'Afrique, en 2021 puis en 2022.

## Palmarès

### En équipe nationale
Jeux olympiques
- 10e place au Jeux olympiques de 2020
- 9e place au Jeux olympiques de 2024

Championnats du monde
- 19e place au Championnat du monde 2017

Championnats d'Afrique
- Médaille d'or au championnat d'Afrique 2021
- Médaille d'or au championnat d'Afrique 2022